# Остапенко Владислав Станіславович
Владисла́в Станісла́вович Остапе́́нко (нар. 15 листопада 1963 — пом. 17 січня 2015) — солдат Збройних сил України, учасник російсько-української війни.

## Життєпис
Від 2001 року працював в Нікопольському управлінні експлуатації газового господарства, слюсар з експлуатації та ремонту газового обладнання. 7 серпня 2014-го пішов добровольцем на фронт, солдат, 93-тя окрема механізована бригада.
Загинув 17 січня 2015-го у бою з російськими збройними формуваннями в районі аеропорту Донецька — біля Пісків. Тоді ж поліг Олександр Данильченко.
Без Владислава лишилися дружина Надія Миколаївна та донька Анастасія 1996 р.н.
Похований в місті Нікополь.

## Нагороди та вшанування
- Указом Президента України № 553/2015 від 22 вересня 2015 року, «за особисту мужність, самовідданість і високий професіоналізм, виявлені у захисті державного суверенітету та територіальної цілісності України, вірність військовій присязі», нагороджений орденом «За мужність» III ступеня (посмертно)[1].
- Нагороджений нагрудним знаком «За оборону Донецького аеропорту» (посмертно).
- Нагороджений відзнакою Президента України «За участь в антитерористичній операції» (посмертно).
- Вшановується в меморіальному комплексі «Зала пам'яті», в щоденному ранковому церемоніалі 17 січня[2][3].